# مگی تومکا
مگی تومکا (انگلیسی: Maggie Tomecka؛ زادهٔ ۳۰ آوریل ۱۹۸۲) بازیکن فوتبال اهل ایالات متحده آمریکا است.
از باشگاه‌هایی که در آن بازی کرده‌است می‌توان به بوستون بریکرز اشاره کرد.
وی همچنین در تیم‌های ملی فوتبال United States women's national under-20 soccer team و زیر ۲۳ سال زنان ایالات متحده آمریکا بازی کرده‌است.